# 放射性同位体
放射性同位体（ほうしゃせいどういたい、英: radioisotope、RI）とは、ある元素が持つ同位体のうち、原子核が不安定であるために原子核が崩壊して何らかの放射線を放出する同位体のことを言う。したがって、全ての放射性同位体は放射能を持っている。ラジオアイソトープ（英語: radioisotope、またはradioactive isotope）や放射性核種（ほうしゃせいかくしゅ、英語: radionuclide）、放射性同位元素とも呼ばれる。

## 解説
同じ元素で中性子の数が違う核種の関係を同位体と呼ぶ。同位体は安定なものと不安定なものがあり、不安定なものは時間とともに放射性崩壊して放射線を発する。崩壊する確率は放射性同位体によって異なる崩壊定数に比例し、崩壊定数が大きいほど高い確率で崩壊する。これが放射性同位体である。放射性同位体の例としては、水素3、炭素14、カリウム40、ヨウ素131、プルトニウム239などがあげられる。
放射性同位体の崩壊は核種の変位法則に従い、アルファ崩壊により原子番号と質量数の異なる核種へ、またはベータ崩壊により同質量数で原子番号の異なる核種へと放射性崩壊を起こす。ガンマ崩壊では質量数も原子番号も不変である。一部の超ウラン元素等は自重に耐えられずに自発的に核分裂を起こして崩壊し、中性子を出すこともある。
元素の中には放射性同位体しか持たないものもある。このような元素を放射性元素と呼ぶ。放射性元素に該当する元素は、テクネチウム、プロメチウム、およびビスマス（原子番号83）以上の原子番号を持つ全ての元素である。自然界に存在する元素を分離することで発見された放射性元素は天然放射性元素または天然放射性核種と呼ばれる。一方、粒子加速器や原子炉を利用して核種変換することで発見された放射性元素は人工放射性元素または人工放射性核種と呼ばれ、多くの元素の人工放射性核種が実験的に作られている。人工放射性核種の持つ放射能は人工放射能と呼ばれることもある。
自然界に安定して存在する原子核は約300種類で、理論的に7000種以上が存在すると予測されている同位体のほとんどは放射性同位体であるが、実際に確認・観測されているのは半分以下である。このため世界各地の研究者が人工的に放射性核種を作る実験を行っている。日本では理化学研究所（理研）は仁科加速器研究センターRIビームファクトリー（RIBF）で2007年以降、累計で132種の新しい同位元素を発見したと2017年12月に発表している。
一般に、半減期が地球の年齢より充分に短い核種は、地球誕生から現在までの間に、崩壊しているため自然界には存在しない。ただし、ラドンやポロニウムのように半減期は短い核種でも、ウランやトリウムの崩壊生成物として生まれ続けている核種は、自然界に存在する。また、宇宙線の影響などによって新たに生じ続けている核種も、現在の地球上において天然に見い出される。
天然放射性元素には、ウラン238やトリウム232などの、半減期が地球の年齢と同等かそれ以上の核種が存在する。天然に大量に存在する元素としては、ウランの原子番号92が一般に最大とされている。ウラン235は約7億年、ウラン238は44.6億年と半減期が長く、地球の歴史を持ちこたえて残存したが、原子番号93のネプツニウム以降は半減期の短い核種しかないためである。ゆえに、ネプツニウム以降の人工放射性元素は、超ウラン元素とも呼ばれる。ただし、ネプツニウムとプルトニウム（原子番号94）はウラン238が中性子を捕獲することによって、微量ながら現在の地球上にも存在することがわかっている。これに対して、アメリシウム（原子番号95）以上の原子番号の元素は自然界には存在しない。ウランやプルトニウム、トリウムのような原子番号の大きな放射性同位体は、娘核種もまた放射性同位体となり、その娘核種も・・・という系列をなしており、これを崩壊系列と呼ぶ。崩壊系列は質量数を4で割った時の余りにより4種類に分別され、ウラン系列やアクチニウム系列などがある。
このように10億年以上の長い半減期を持っていて太陽系形成時から現代まで生き残っている核種を一次天然放射性核種という。また、これらの崩壊によって生成された娘核種のなかで、ラドンのような放射能をもっている核種を二次天然放射性核種といい、安定核種は放射性起源の核種といわれる。またトリチウムや炭素14のように、宇宙線との核反応で生じているような核種を誘導天然放射性核種(induced natural radionuclide)という。

## 応用
放射性同位体は様々な分野に応用される。これらは放射線自体を利用するものと、放射性によってそれを含む放射性物質を検出するものとに分けられる。
放射性同位体（密封線源）から出る放射線は、放射線療法によるがんなどの治療、突然変異誘発による作物育種、非破壊検査、火災報知機などに応用される。高強度の放射性同位体を使用する場所をホットケーブという。
放射性物質（非密封線源）は、物質自体はごく微量であっても確実に検出・定量することができる。この性質に基づく物質の検出への応用として、医療関係ではシンチグラフィなどによる検査・診断が挙げられる。化学では、分子の一部分を放射性同位体で標識（ラベル）することによって化学反応の詳細を調べる方法があり、特に生化学で盛んに用いられる。また生体高分子を標識してこれを検出する方法は、免疫学的検定やDNAの塩基配列決定などに応用される。